# Estación de Danube
Danube es una estación de la línea 7 bis del metro de París situada bajo la plaza del Rhin y del Danubio, en el 19º distrito de París dentro del barrio de Belleville.

## Historia
Esta estación inaugurada el 18 de enero de 1911, perteneció a un ramal de la línea 7 hasta el 3 de diciembre de 1967, momento en que se creó la línea 7 bis.
Debe su nombre al río Danubio.

## Descripción
El servicio de la línea 7bis sólo se presta en un sentido, Louis Blanc, por ello la estación sólo dispone de un andén y de una vía. Tiene la particularidad de estar asentada sobre pilares de 30 metros de alto que sostienen el terreno inestable donde se encuentra.
La bóveda de la estación está revestidas de azulejos blancos biselados. 
Su iluminación ha sido renovada empleando el modelo vagues (olas) con estructuras casi adheridas a la bóveda que sobrevuelan ambos andenes proyectando la luz en varias direcciones.
La señalización por su parte usa la moderna tipografía Parisine donde el nombre de la estación aparece en letras blancas sobre un panel metálico de color azul.
Por último, los asientos de la estación son rojos, individualizados y de un estilo propio.